# Col de l'Arpettaz
Ne doit pas être confondu avec Col de l'Alpettaz (Marthod) ou Col de l'Alpettaz (Mercury).
Le col de l'Arpettaz est un col de France situé dans les Alpes, en Savoie, entre le mont Charvin à l'ouest et le Praz Vechin à l'est, au-dessus d'Ugine au sud. Il est accessible par la route depuis Ugine via deux itinéraires : par Mont Dessous et Mont Dessus au-dessus de la vallée de la Chaise au sud ou par Hauteville au-dessus des gorges de l'Arly au sud-est ; le col peut aussi être rejoint depuis le col des Aravis ou le val d'Arly au nord (via Chaucisse) par une piste carrossable reliant plusieurs chalets d'alpage.
Le col constitue un point de départ pour l'ascension du mont Charvin par la face Sud.
Au sommet, le refuge de l'Arpettaz accueille les voyageurs. Les pentes du col sont couvertes d'alpages, occupés notamment des vaches pour la production du reblochon.
La montée depuis Ugine, longue et raide, est prisée par les cyclistes, et des courses sont organisées chaque année, notamment lors du Tour de Tarentaise.

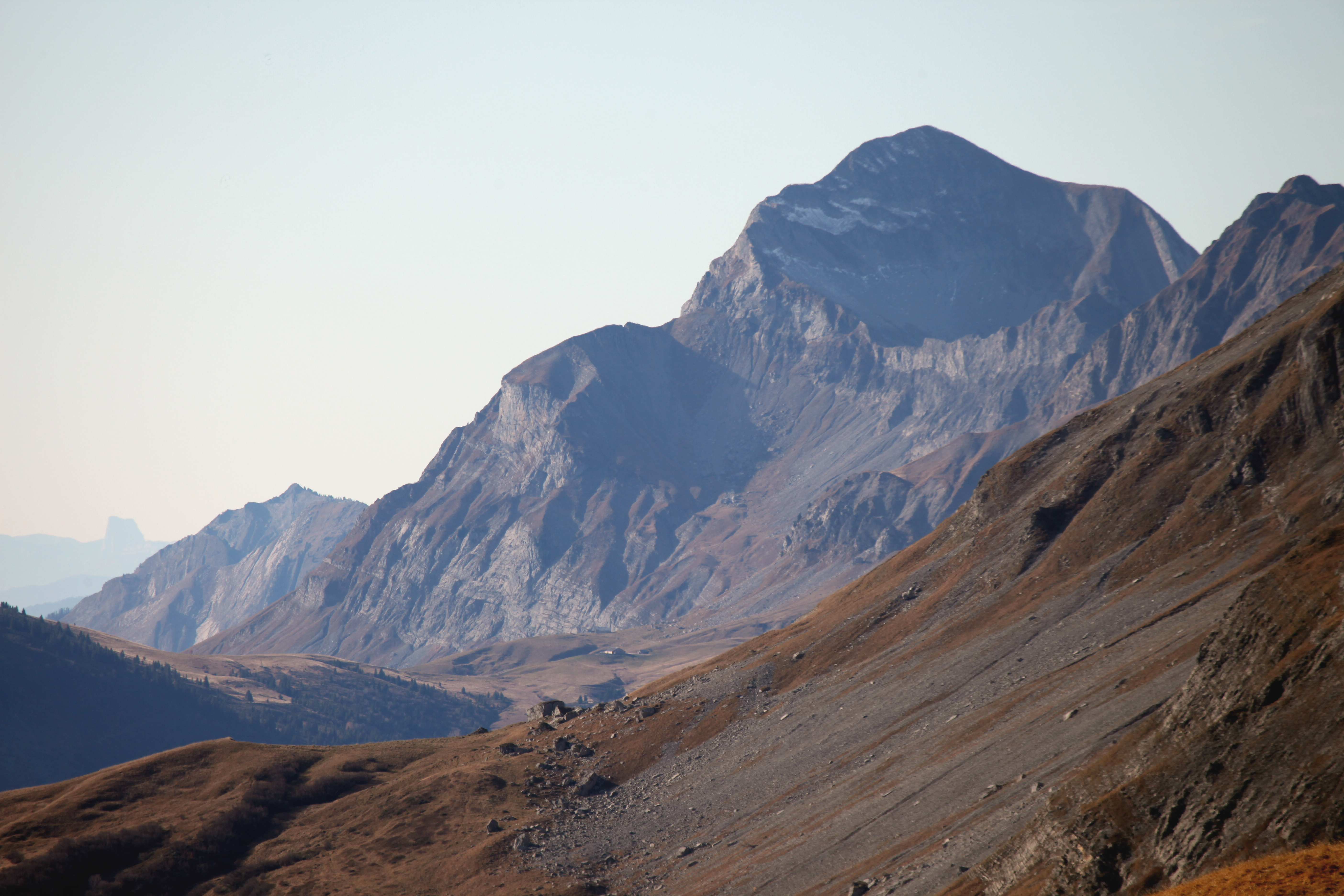
Vue du col de l'Arpettaz (centre gauche) au pied du mont Charvin depuis le nord.

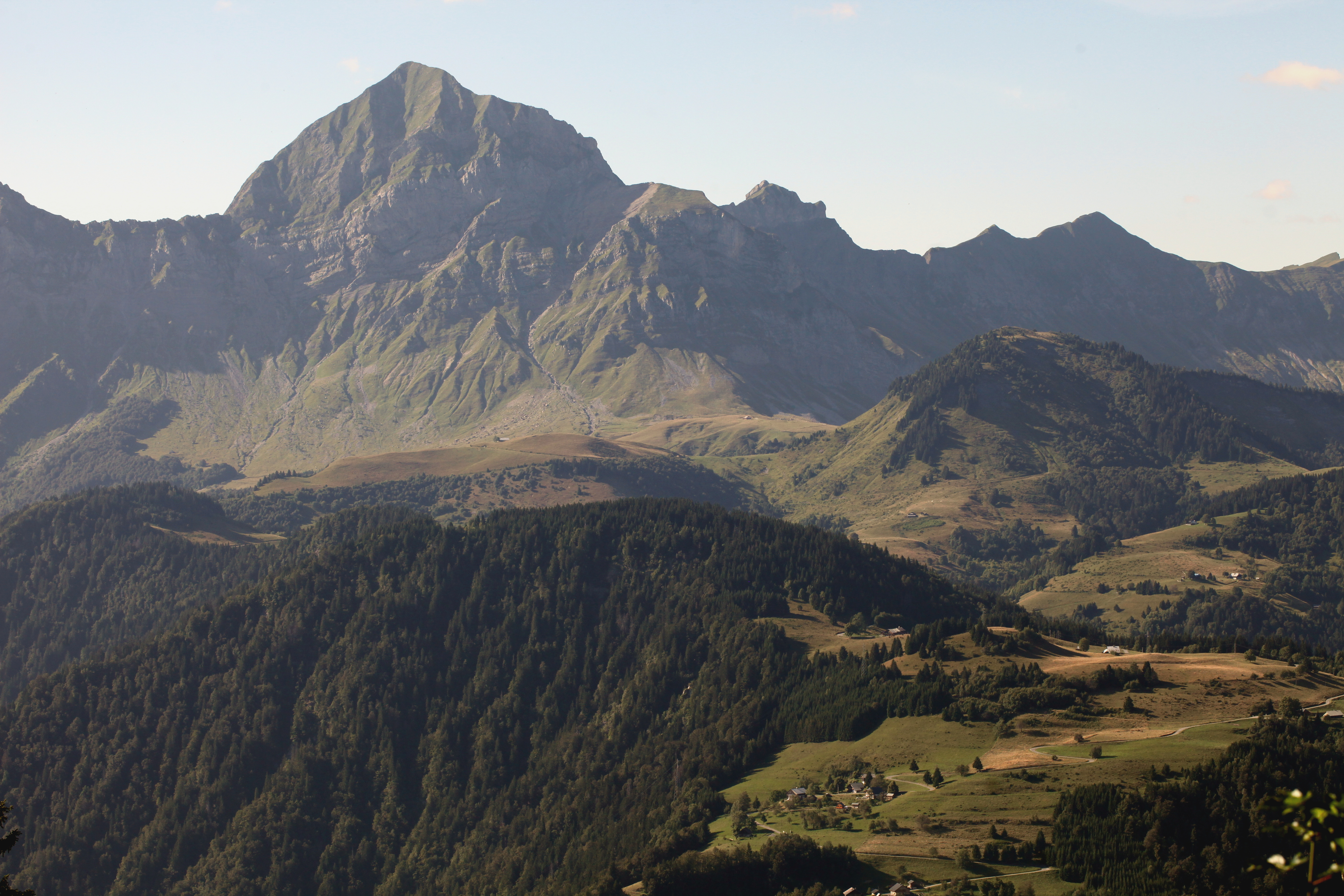
Vue du mont Charvin depuis le sud-est avec le col de l'Arpettaz et le Praz Vechin à ses pieds.